# Parafia Ewangelicko-Augsburska w Grudziądzu
Parafia Ewangelicko-Augsburska w Grudziądzu – luterańska parafia w Grudziądzu, należąca do diecezji pomorsko-wielkopolskiej Kościoła Ewangelicko-Augsburskiego w RP. Kościół parafialny św. Jana znajduje się przy ul. Szkolnej 10, biuro parafialne przy ul. Cmentarnej 3a. W 2019 parafia liczyła 40 wiernych.

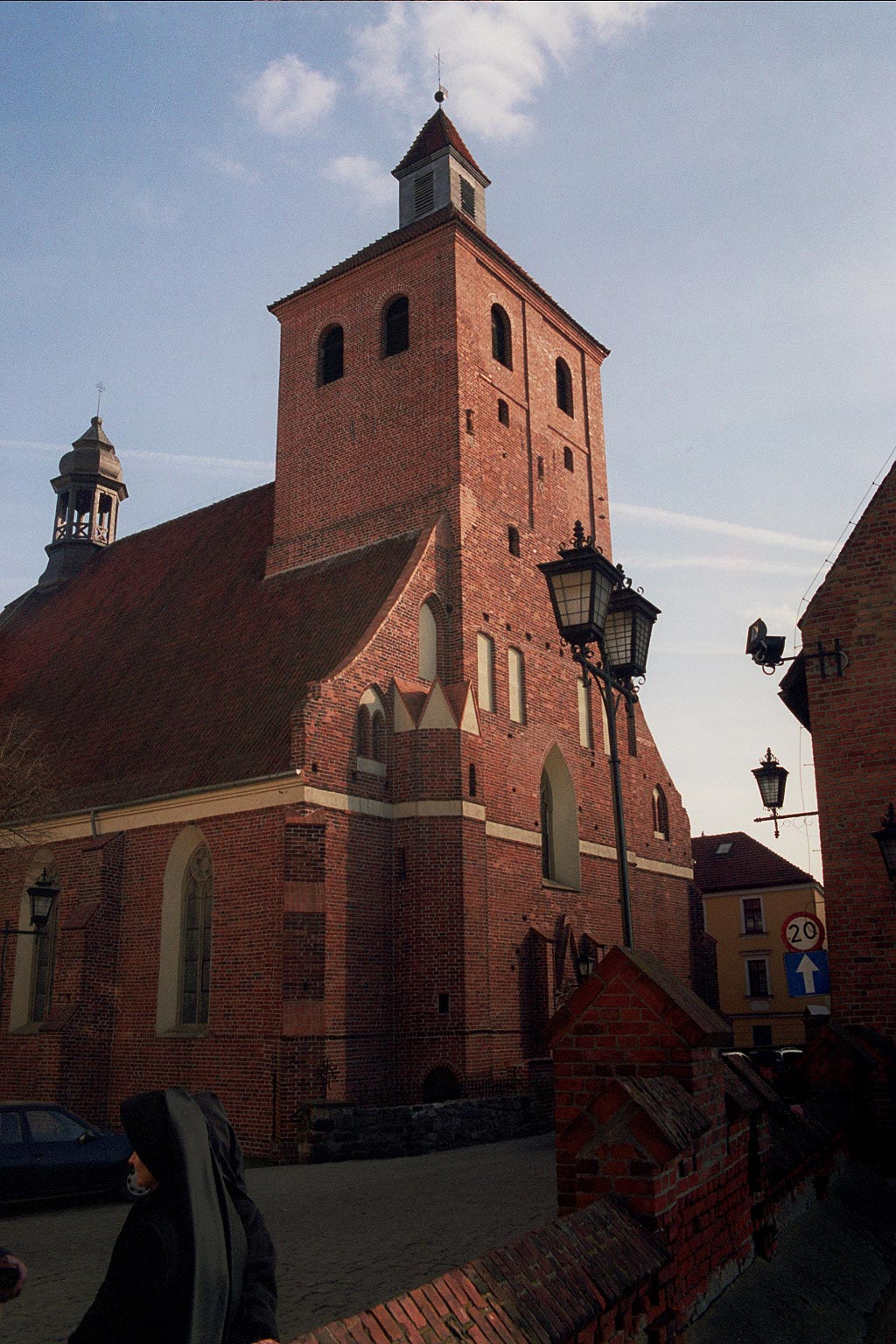
Kościół św. Mikołaja, miejsce pierwszych nabożeństw ewangelickich Grudziądzu

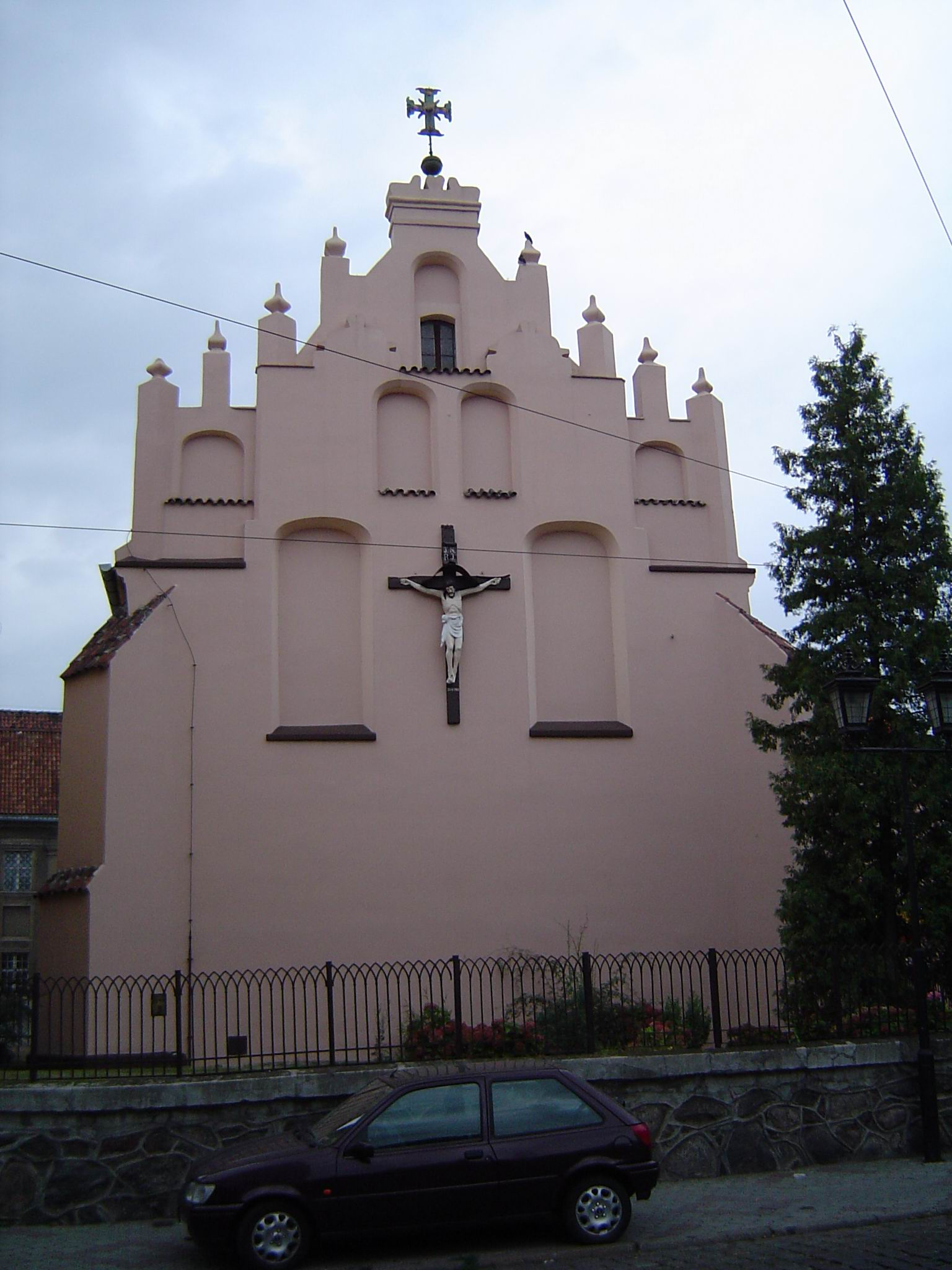
Kościół św. Ducha, dawny ewangelicki kościół filialny, następnie luterański kościół garnizonowy, po budowie nowego kościoła garnizonowego przekazany katolikom

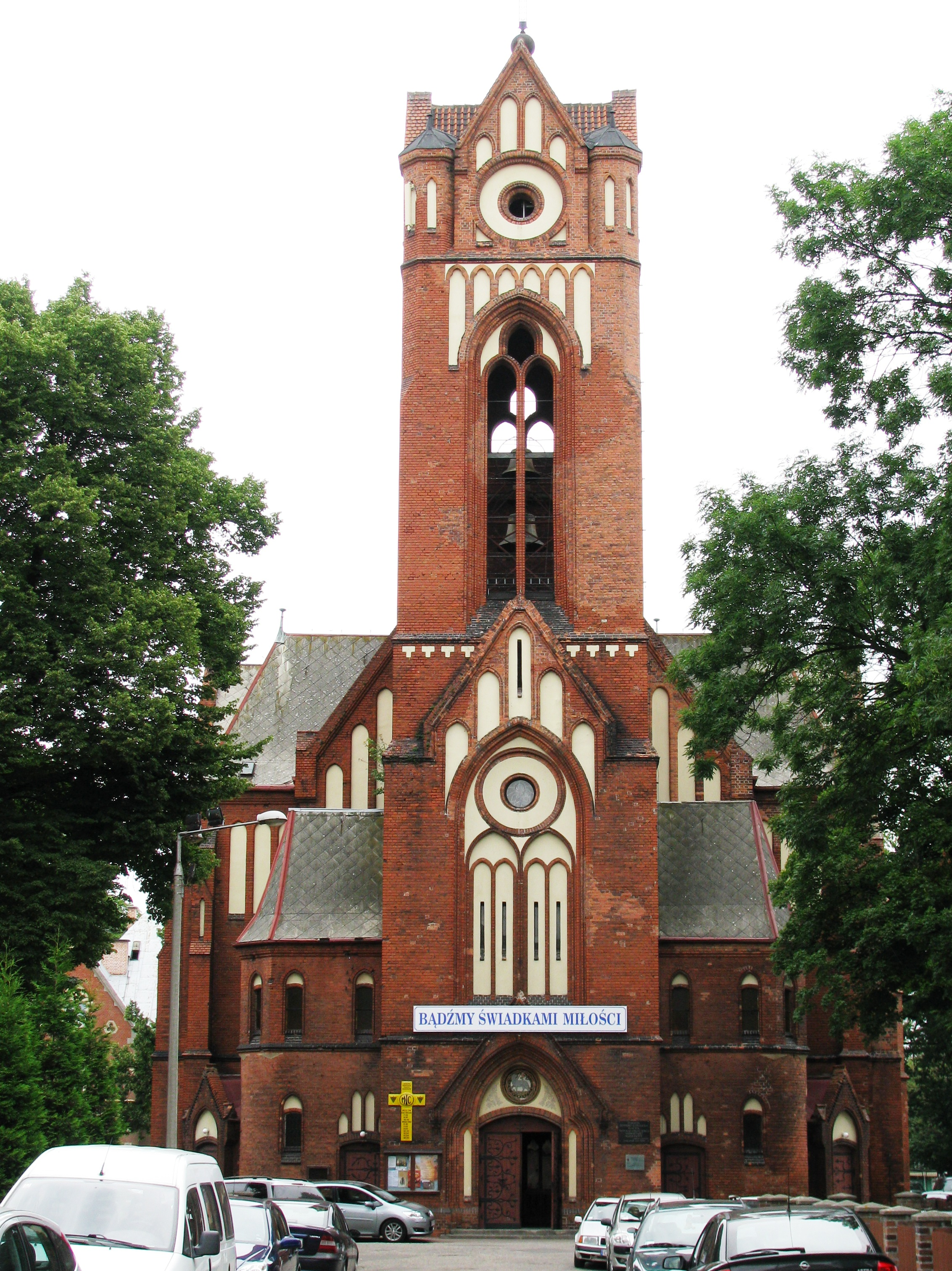
Dawny kościół ewangelicki w Grudziądzu, obecnie rzymskokatolicki

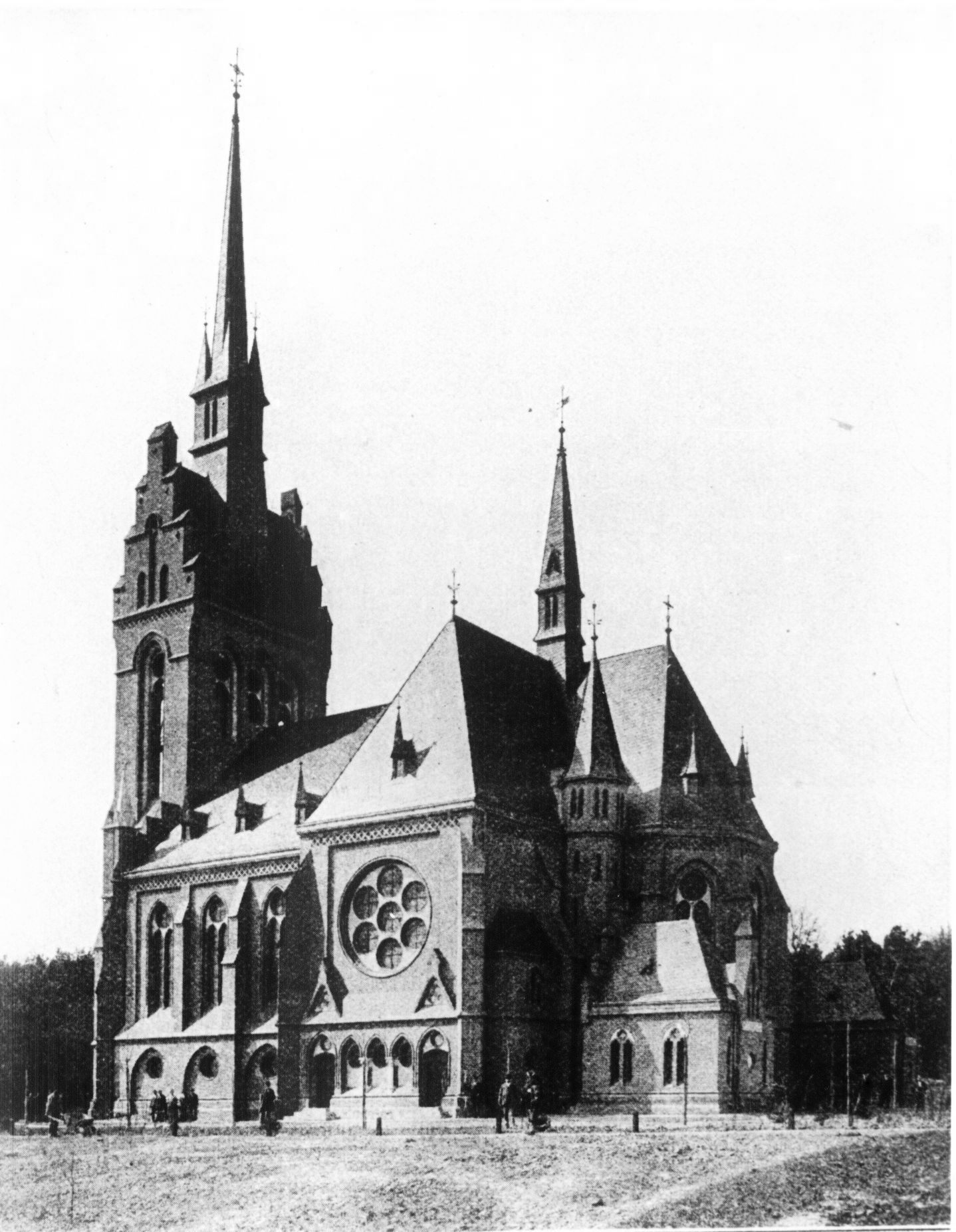
Dawny ewangelicki kościół garnizonowy w Grudziądzu, przejęty w 1920 przez katolików, następnie zniszczony i rozebrany w czasie II wojny światowej

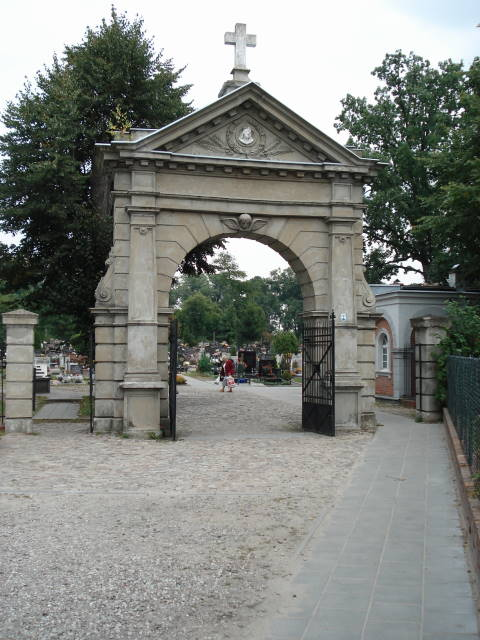
Brama cmentarza ewangelickiego

## Historia

### Czasy I Rzeczypospolitej
Początki luteranizmu w Grudziądzu sięgają roku 1524, kiedy dzięki staroście Janowi Sokołowskiemu w kościele farnym kazanie wygłosił biskup ewangelickiej diecezji pomezańskiej, ks. Erhard von Queiss. W 1530 rada miejska wydała zezwolenie na prowadzenie luterańskich nabożeństw oraz zgodziła się na zawarcie małżeństwa przez duchownego imieniem Andrzej. Mimo tego, w późniejszym czasie osoby sprzyjające protestantyzmowi były prześladowane przez władze. W 1540 otwarto jednak szkołę ewangelicką, a rada miejska oficjalnie poparła postulaty reformacyjne w latach 1552–1553.
W wyniku stopniowej ewolucji stosunków kościelnych, w 1563 powstała w Grudziądzu parafia ewangelicka, której pierwszym proboszczem został ks. Eberhard Sperber, ewangelików popierał też burmistrz Krzysztof Naps. Nabożeństwa odbywały się w udostępnionym za zgodą miejscowego proboszcza Macieja ze Strzepcza rzymskokatolickim kościele farnym.
Na skutek zarazy z 1564 doszło do zmniejszenia się liczby ludności miasta, w związku z czym zostali do niego sprowadzeni nowi osadnicy pochodzący z terenów Niemiec, będący w większości protestantami. Odtąd ewangelicy zaczęli stanowić tu większość wyznaniową. W 1568 do obsługi polskojęzycznych wiernych zatrudniono osobnego diakona, Jan Słupcę. Rok później został wydany edykt króla Zygmunta II Augusta gwarantujący wolność religijną, na skutek czego luteranie poza współdzieloną z katolikami farą pozyskali również kościół św. Ducha oraz kaplicę św. Jerzego, położoną poza obrębem miejskich murów, na skutek czego posiadali wszystkie świątynie na terenie miasta.
Sytuacja protestantów zmieniła się po objęciu władzy przez Zygmunta III Wazę, kiedy to na mocy jego dekretu w 1598 zostali zmuszeni do przekazania kościołów katolikom, a luterańską pozostała jedynie kaplica św. Jerzego. Pełniła ona jednak przede wszystkim funkcję świątyni cmentarnej i ze względu niemożność pomieszczenia licznych wiernych, ewangelickie posługi kościelne zostały przeniesione do kaplicy na zamku w Grudziądzu, którą do użytku parafii przekazał starosta Jan Zborowski. Po śmierci starosty w 1603 nabożeństwa rozpoczęto prowadzić w Lwim Spichrzu.
Kiedy w 1618 kaplica św. Jerzego została zniszczona w wyniku powodzi, w ramach rekompensaty ewangelikom oddano niebędący wówczas w użytku kościół św. Ducha. Rok później w sąsiedztwie ratusza powstała luterańska szkoła wyznaniowa, a w 1621 stanowisko diakona polskojęzycznego przekształcono w drugiego proboszcza.
W 1624 miejscem ewangelickich nabożeństw stała się sala zlokalizowana na parterze ratusza miejskiego, do którego w 1632 dostawiono wieżę (pomimo zakazu używania dzwonów przez protestantów wydanego przez katolickiego biskupa chełmińskiego). Prawo własności do kaplicy w ratuszu zostało potwierdzone przez Władysława IV Wazę podczas jego wizyty w Grudziądzu w 1635. Mimo królewskich przywilejów, częste były szykany ze strony duchowieństwa katolickiego, wspieranego czynnie przez organy władzy państwowej. W 1647 rada miejska pod wpływem katolickiego proboszcza zdecydowała o partycypowaniu ewangelików w kosztach remontu rzymskokatolickiego kościoła parafialnego. Zmuszono także protestantów do uczestniczenia w katolickich świętach, proboszcz katolicki pobierał opłaty za ewangelickie pogrzeby i śluby, miał również wgląd w treść kazań głoszonych przez luteran i prawo ich kontrolowania. Protestanci w sprawach duchowych byli też zależni od rzymskokatolickiego biskupstwa chełmińskiego. Ustawa ta została jednak odwołana już w 1648 dzięki postanowieniu króla Jana II Kazimierza.
W efekcie pożaru ratusza 1659 protestanci zostali pozbawieni własnej świątyni, jednak już w następnym roku doszło do otwarcia nowej sali modlitwy, która otrzymała kosztowne wyposażenie, będące darami wiernych parafii.Jeszcze w tym samym roku przez króla Jana Kazimierza odnowione zostało prawo wolności wyznania dla luteran. Nadal trwały jednak prześladowania ze strony katolików. W latach 1661 i 1682 oskarżali oni ewangelickich księży o bluźnierstwo, a używanie przez nich języka polskiego podczas nabożeństw było uważane przez stronę katolicką za niebezpieczny instrument oddziaływania na szersze warstwy społeczne (kazania polsko i niemieckojęzyczne były za to prowadzone w farze katolickiej). Król jednak nie zgadzał się z tymi zarzutami. Pomimo tego, w 1720 ewangelicy zostali zmuszeni do przekazania katolikom części organ z domu modlitwy, ponieważ twierdzili oni, że przeszkadzają w prowadzeniu mszy w ich kościele.
W 1661 został założony cmentarz ewangelicki położony przy obecnej alei 23 Stycznia, osiągając w późniejszych latach powierzchnię 2000 m².

### Parafia pod panowaniem pruskim
Dopiero po I rozbiorze Polski wzniesiono kościół na Rynku, powstały w latach 1783–1784. Uroczystość jego poświęcenia miała miejsce 23 stycznia 1785. Kościół otrzymał imię króla Fryderyka II Wielkiego, który był głównym sponsorem prac budowlanych. Do świątyni dostawiono następnie małą wieżę z zegarem, która została tu przeniesiona z zamku w Starogardzie.
Po kasacie klasztoru benedyktynek, w 1823 kościół św. Ducha został przeznaczony na ewangelicki kościół garnizonowy. W 1841 powstało Grudziądzkie Towarzystwo Biblijne.
Kościół na Rynku okazał się jednak zbyt mały dla licznej parafii, posiadał również liczne wady konstrukcyjne. Od 1843 czyniono więc starania o budowę nowego, większego obiektu. Na skutek paniki w trakcie nabożeństwa 7 czerwca 1861, będącej efektem przeświadczenia o wybuchu pożaru, śmierć przez stratowanie poniosło 14 osób.
W 1881 parafia zakupiła teren nazywany tabaczane pole, położony nad kanałem Trynka, gdzie w 1889 zbudowano plebanię. W 1894 powstał też nowy cmentarz położony za laskiem miejskim, przekształconym później w park. W tym samym roku doszło do zamknięcia poprzedniej nekropolii położonej przy obecnej alei 23 Stycznia, jednak sporadyczne pochówki odbywały się tam w kolejnych latach. Brama nowego cmentarza powstała w 1897, a jego teren był następnie kilkukrotnie powiększany, m.in. w 1917.
W sąsiedztwie nowej plebanii 21 maja 1896 został położony kamień węgielny pod budowę kościoła. 19 czerwca 1898 miało miejsce ostatnie nabożeństwo w Kościele Fryderyka, a dzień później odbyło się poświęcenie nowego kościoła ewangelickiego, posiadającego wielokrotnie więcej miejsc siedzących od poprzedniej świątyni. Stary kościół rozebrano 16 października 1899.
Z powodu rozrostu garnizonu grudziądzkiego kościół św. Ducha stał się zbyt mały na jego potrzeby. W związku z tym w latach 1897–1900 wybudowano nowy kościół garnizonowy w Grudziądzu na 1000 miejsc siedzących, który poświęcony został 18 czerwca 1900. W uroczystości tej udział wziął Friedrich Heinrich Hohenzollern.
Po otwarciu tej nowej świątyni ewangelickiej, kościół św. Ducha został przekazany jako garnizonowy dla katolików.
28 stycznia 1910 w sąsiedztwie kościoła parafialnego otwarto Dom Ewangelicki, który posiadał salę na 1200 miejsc, gdzie odbywały się koncerty, spotkania parafialne oraz dodatkowe nabożeństwa. Powstały również inne budynki przeznaczone dla księży oraz innych pracowników parafii. Działały zakłady opiekuńcze, jak Zakład Borrmanna dla dziewcząt oraz Zakład Pelersona dla chłopców, dom opieki dla osób starszych, Misja Miejska, domy gościnne dla podróżnych (Gospoda Ojczysta dla mężczyzn oraz Dom Marii dla kobiet). Pracą charytatywną zajmowało się ponadto siedem sióstr diakonis pochodzących z Gdańska.

### I wojna światowa i okres II Rzeczypospolitej
Liczba ewangelików liczącym około 40 000 mieszkańców mieście w 1919 wynosiła 27.000, w związku z czym rozważano budowę kolejnego kościoła, mającego stanąć na Chełmińskim Przedmieściu. Jednak po odzyskaniu przez Polskę niepodległości i włączeniu terenu Grudziądza do II Rzeczypospolitej w dniu 23 stycznia 1920 skład narodowościowy i konfesyjny ludności miasta uległ radykalnej zmianie. Liczba niemieckich mieszkańców obojga wyznań zmalała o prawie 90%, odtąd zdecydowaną przewagę zyskali Polacy i katolicy. Dom Ewangelicki stał się zbyt duży jak na potrzeby uszczuplonego liczebnie zboru, w związku z czym od 1920 przekształcony został w budynek teatralny należący do amatorskiej Sceny Niemieckiej. W 1920 ewangelicki kościół garnizonowy został jako własność państwa przejęty i przekształcony w rzymskokatolicką świątynię garnizonową.
Dotychczasowa parafia należąca do Ewangelickiego Kościoła Unii Staropruskiej weszła w skład nowo utworzonego Ewangelickiego Kościoła Unijnego w Polsce z konsystorzem w Poznaniu, stając się częścią jego superintendentury Chełmno. W 1937 liczyła około 3300 wiernych.
W 1931 doszło do przekształcenia terenu starego cmentarza ewangelickiego przy obecnej alei 23 Stycznia w ogród, zachowano jednak budynek dawnej kaplicy cmentarnej.
Pierwsze polskojęzyczne nabożeństwo po I wojnie światowej w miejscowym kościele ewangelickim poprowadził 19 maja 1923 ks. kapelan Józef Mamica, udział w nim wzięły 72 osoby. Z powodu obecności na nim poza wojskowymi także ludności cywilnej, na kolejne nie wydano zgody. Odtąd były sporadycznie odprawiane w sali kasyna wojskowego przy ul. Legionów.
Kolejne starania o powstanie polskiego zboru podjął ks. Jerzy Kahané z Bydgoszczy w 1930 i 7 kwietnia 1931 poprowadził on nabożeństwo cywilne w kościele unijnym. Osobny, polskojęzyczny zbór należący do Kościoła Ewangelicko-Augsburskiego w RP został oficjalnie powołany 24 maja 1931, kiedy to wybrano radę kościelną, na której czele stanął kupiec Mikołaj Brunon Ernst.
Nowy zbór wszedł w struktury superintendentury poznańsko-pomorskiej. Jego pierwszym duszpasterzem został ks. Jerzy Kahané, a nabożeństwa odbywały się w użyczonym przez tamtejszą parafię kościele zboru ewangelicko-unijnego, przy wsparciu jego proboszcza, ks. Reinholda Dieballa. Następnie od 1932 polski zbór obsługiwany administrowany był przez ks. Waldemara Preissa, dojeżdżającego z Bydgoszczy. Osobno były prowadzone nabożeństwa dla żołnierzy, których obsługiwali kapelani wyznania reformowanego z Torunia.
Zbór polski skupiał kilkadziesiąt osób i dla podtrzymania działalności otrzymywał regularne subwencje z Ministerstwa Wyznań Religijnych i Oświecenia Publicznego. Powstał chór kościelny i Koło Pań, odbywały się imprezy towarzyskie. W 1934 w Grudziądzu rozpoczęto wydawanie Przeglądu Ewangelickiego, organu prasowego polskich zborów Wielkopolski i Pomorza, następnie przeniesionego do Bydgoszczy.
Jedynym stałym grudziądzkim duszpasterzem był administrujący tu w latach 1933–1935 ks. Ryszard Danielczyk, który podczas zamieszkania na terenie miasta otaczał opieką również zbór filialny w Tczewie, a także efemeryczną placówkę w Wąbrzeźnie. Następnie wyjechał on na Górny Śląsk. Opiekunem zboru stał się po nim na powrót ks. Waldemar Preiss, a od 1937 funkcję tę objął ks. Ryszard Trenkler z parafii w Toruniu. Również w 1937 zbór uzyskał oficjalną, urzędową nazwę parafia.

### II wojna światowa i czasy powojenne
Na początku września 1939 dawny ewangelicki kościół garnizonowy został zniszczony w wyniku ostrzelania, a następnie jeszcze w trakcie działań wojennych dokonano rozbiórki pozostałej z niego ruiny.
W następstwie wprowadzenia okupacji niemieckiej, parafia ewangelicko-augsburska została zlikwidowana jako mająca charakter polski. Nadal działała niemieckojęzyczna parafia ewangelicko-unijna, jednak wobec zbliżającego się frontu i Armii Czerwonej, ostatnie nabożeństwo w niemieckiej parafii odbyło się 21 stycznia 1945, poprowadzone zostało przez ks. Stöhra. 4 czerwca 1945 pozbawiony opieki kościół ewangelicki został przekazany przez władze w użytkowanie rzymskokatolickiej parafii św. Mikołaja. W 1947 przydzielony jednak został wiernym Kościoła Polskokatolickiego. Po kolejnych jedenastu latach stał się znowu świątynią rzymskokatolicką.
Działalność parafii Kościoła Ewangelicko-Augsburskiego w RP została reaktywowana w 1946, a nabożeństwa początkowo odbywały się w kaplicy parafii metodystycznej przy ul. Kosynierów Gdyńskich, będącej do czasu wyjazdu z miasta niemieckich wiernych w 1945 siedzibą Misji Miejskiej parafii kościoła ewangelicko-unijnego. Administrację nad wiernymi kościoła ewangelicko-augsburskiego objął na powrót ks. Ryszard Trenkler z Torunia.
Dzięki energii rady parafialnej z prezesem inż. Arturem Damicem, parafia otrzymała opuszczoną kaplicę Kościoła Katolicko-Apostolskiego, którą po gruntownym remoncie poświęcono 3 listopada 1946 jako kościół św. Jana. Kolejne trzy lata wykorzystano na kompletowanie wyposażenia wnętrza, pochodzącego z innych świątyń ewangelickich. Parafia objęła w posiadanie także cmentarz ewangelicki przy ul. Cmentarnej i przy okazji prac związanych z remontem kościoła, dokonano też naprawy budynku kaplicy cmentarnej.

### Parafia w Polskiej Rzeczypospolitej Ludowej
W 1953 zbór liczył około 500 wiernych, jednak byli to przede wszystkim pozostali na tych terenach Niemcy, którzy po 1956 emigrowali z Polski. Doprowadziło to do znacznego spadku liczby członków parafii w ciągu kolejnych dziesięciu lat. W latach 1953–1957 parafią administrował ks. Bogusław Wittenberg z parafii w Rypinie, następnie po raz kolejny obowiązki te powróciły do ks. Trenklera. Po nim w 1959 duszpasterzem zboru został ks. Waldemar Preiss (junior) z Bydgoszczy, a dwa lata później – ks. Gustaw Burchardt z parafii w Toruniu.
28 lipca 1963 miało miejsce uroczyste nabożeństwo oraz koncert z okazji 17 rocznicy reaktywacji zboru i 15 rocznicy instalacji organów i dzwonu, odnowiono wówczas po raz kolejny kaplicę cmentarną.
Ksiądz Burchardt pełnił urząd proboszcza-administratora zboru w Grudziądzu do swojej śmierci w 1974. Jego następcą został oficjalnie ks. senior Edward Dietz z Sopotu. Od 1980 posługę duszpasterską pełnił tu ks. Jerzy Molin, wikariusz senioralny z Torunia.

### Czasy po 1989
W 1999 budynek kościoła św. Jana został oficjalnie przekazany przez skarb państwa na własność parafii. W latach 2001–2002 dokonano jego generalnego remontu zarówno wewnątrz, jak i na zewnątrz.
16 czerwca 2002 miały miejsce uroczystości z okazji 80-lecia odnowienia polskiego ewangelickiego życia religijnego na terenie Grudziądza. Udział w nich wziął biskup diecezji pomorsko-wielkopolskiej ks. Michał Warczyński z parafii w Sopocie, prezydent miasta Bożesław Tafelski, przewodniczący Rady Miejskiej, a także duchowni rzymskokatoliccy. Przysłano też listy gratulacyjne od przedstawicieli innych instytucji oraz kościołów. Od wiernych parafii toruńskiej otrzymano naczynia komunijne, odbył się także występ tamtejszego chóru.
W lipcu 2005 parafia zyskała po raz drugi w dziejach duchownego na miejscu, którym został ks. Dariusz Chwastek, jako wikariusz administratora ks. Michała Walukiewicza z Włocławka. Równocześnie pełnił on posługę diecezjalnego duszpasterza młodzieży diecezji pomorsko-wielkopolskiej. Zamieszkanie duszpasterza na terenie miasta doprowadziło do rozwoju życia zborowego. W parafii w Grudziądzu pracował on do 2009, kiedy to został wybrany na stanowisko proboszcza parafii Nowy Sącz-Stadło. W latach 2009–2014 funkcję administratora parafii sprawował był ks. Paweł Badura. Do wyboru pierwszego własnego proboszcza w powojennych dziejach parafii doszło w 2019 i został nim ks. dr Karol Niedoba.

## Współczesność
Nabożeństwa są uważane za centrum życia parafialnego. W kościele św. Jana w Grudziądzu prowadzone są one w każdą niedzielę i święta. W Wielką Sobotę ma ponadto miejsce nabożeństwo w kaplicy położonej na czynnym cmentarzu ewangelickim przy ul. Cmentarnej, będącym w administracji parafii.
Regularnie odbywają się spotkania w ramach godziny biblijnej, podczas której czytane i rozważane jest Pismo Święte. Biorą w nich udział nie tylko członkowie parafii, lecz także osoby interesujące się luteranizmem. Dla osób pragnących zgłębić naukę Kościoła Ewangelicko-Augsburskiego mają miejsce spotkania dla osób zainteresowanych protestantyzmem. Parafia organizuje także lekcje religii.
Dodatkowo prowadzone są spotkania dla kobiet pod nazwą Kreatywne spotkania Pań. Odbywają się także sobotnie popołudnia filmowe, spotkania Wtorkowa kawa i Stare dobre gry planszowe, organizowane są się wycieczki. Działa parafialna biblioteka, wydawany jest też kwartalnik Grudziądzki Przegląd Ewangelicki.
Członkowie zboru włączają się w działalność ekumeniczną, do której należy organizacja nabożeństw w kościele św. Jana w ramach Tygodnia Modlitw o Jedność Chrześcijan, w których uczestniczą również wierni innych wyznań, przede wszystkim kościoła rzymskokatolickiego. Parafianie uczestniczą też w Światowym Dniu Modlitwy, a także innych inicjatywach ekumenicznych zarówno na terenie miasta, jak i województwa.
W ramach pracy diakonijnej udzielana jest pomoc osobom ubogim oraz starszym. Parafia włącza się w ogólnopolskie akcje charytatywne, takie jak Skarbonka Diakonijna, Prezent pod choinkę, Wigilijne Dzieło Pomocy Dzieciom.